# Општина Браду (Арђеш)
Браду (рум. Bradu) општина је у Румунији у округу Арђеш.
Oпштина се налази на надморској висини од 294 m.